# Novi Parizh
Novi Parizh (en ucraniano: Новий Париж) es un pueblo ucraniano perteneciente al óblast de Odesa. Situado en el suroeste del país, es parte del raión de Bolgrado y del municipio (hromada) de Teplitsia.

## Toponimia
Hasta 2024, el nombre oficial del lugar fue Roshcha (en ucraniano: Роща; en ruso: Роща), aunque también tiene otros nombres de importancia histórica (en rumano: Paris-Nou; en alemán: Neu-Paris).

## Geografía
El pueblo está situado en el río Chaga, a 22 km al norte de Artsiz y a unos 150 km al suroeste de Odesa.

## Historia
Novi Parizh fue fundado en 1910 por alemanes de Besarabia, estaba situado en el norte de la antigua raión de Artsiz. Sólo una campana de aquella época nos recuerda todavía el asentamiento alemán en la ciudad.
El 14 de noviembre de 1945, el pueblo recibió el nombre de Roshcha. 
En 2023, el grupo de trabajo de la Comisión Nacional de Estándares Lingüísticos Estatales incluyó a Roshcha en la lista de asentamientos en Ucrania que pueden renombrarse como parte de las campañas de descomunización y la derusificación en Ucrania. El nombre elegido fue el nombre antiguo de Novi Parizh, aprobado en la Rada Suprema el 19 de septiembre de 2024.

## Demografía
La evolución de la población de Novi Parizh entre 1989 y 2001 fue la siguiente:
| 382                                                           | 311 |
| (Fuente: Cities & Towns of Ukraine y UKRAINE: Größere Städte) |     |

Según el censo de 2001, la lengua materna de la mayoría de los habitantes, el 82,32%, es el ruso; del 7,4%, el ucraniano; del 4,82% es el griego; y del gagaúzo, el 1,61%.